# セルヒオ・リュル

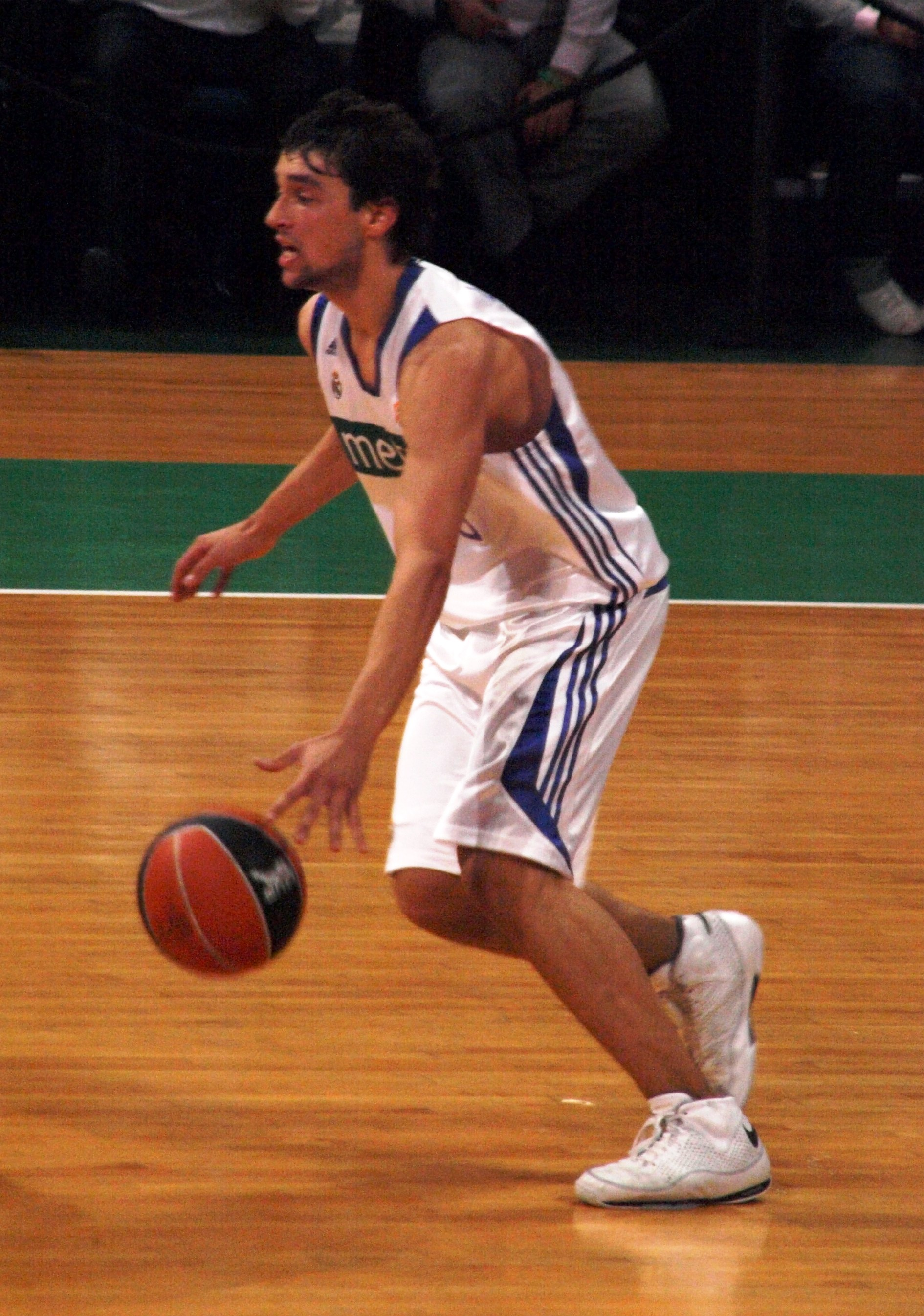
2008年11月、vsホベントゥット・バダローナ戦にてドリブルするリュル。(場所はホベントゥット・バダローナのホームアリーナ)

セルヒオ・リュル（Sergio Llull）ことセルヒオ・リュリ・メリア（Sergio Llull Melià、カタルーニャ語表記ではセルジ・リュイ・マリアー1987年11月15日 - ）は、スペインのプロバスケットボール選手。スペイン男子プロバスケットボールリーグ1部リーガACBの名門レアル・マドリード・バロンセスト所属。バレアレス諸島のメノルカ島にあるマオー出身。ポジションはポイントガード。190cm、95kg。日本語でセルヒオ・ルルと表記されることもある。

## 来歴
2024年7月25日、チームとの契約延長が発表された。